# Lada
Лада jе руски произвођач аутомобила, највећи произвођач путничких аутомобила у Русији и источној Европи. Контрола компаније припада Рено-Нисан алијансе и Ростека. Службено име - Отворено акционарско друштво АвтоВАЗ Она производи аутомобиле под својим брендом Лада, као и Нисан возила марке, Рено и Датсун.

## Настанак
Фабрика је основана 1966. године, одлуком Савета Министара СССР-а (Совјетског Савеза), који је одлучивао о градњи нових фабрика аутомобила. Овај договор о оснивању нове фабрике склопили су министар совјетске аутомобилске индустрије А. М. Тарасов и управни директор Фијата Виторио Валета. Фабрика ВАЗ је једна од највећих совјетских градитељских подвига: производна линија је дугачка око 270 километара, а фабрика запошљава 180.000 људи. После само две године, 100.000 аутомобила је произведено, пошто је производња почела док се фабрика још увек градила.
1993.године, ТТС је потписао уговор са АвтоВАЗом. 1995.године отворен је први пуноправни аутоцентар — салон Лада у граду Набережни Челни и изашао је на директне испоруке из аутозавода. 1995.године отворена је канцеларија у Казани. До 1997.године, машине су прегађене из Набережних челна. После су превозили железницом

## Развој
1970. године започела је производња, и то руске верзије Фијата 124, који је назван „Жигули“, са фабричком ознаком 2101. Ово је аутомобил који је за Русе важио као „народни аутомобил“, налик Ситроену 2ЦВ у Француској или Фолксваген буби у Немачкој. И до дана данашњег, са неким благим изменама (модели ВАЗ 2105 и 2107), овај модел се и даље производи и даље је најпродаванији у Русији. То показује колико је овај модел битан за руско тржиште, најпре због своје ниске цене и једноставности изведбе, а стога и једноставности поправке. Модел се производи са мотором у опсегу од 1200 кубика (60 коњских снага) до 1700 кубика (80кс).
Од Лада самаре, руски произвођач је такође направио пикап верзију, а од скора је направљена и дизел верзија са мотором од 1500 кубика (53 коњских снага) инспирисан голфовим дизел-мотором. Ово је први икада руски „дизелаш“, направљен 20 година након немачког модела. Модел 2101 је такође био успешан као рели или тркачки модел који је први пут направљен 1975. године, са мотором од 1300 кубика и 135 коњских снага, док су такође били реализовани модели са моторима од 1600 кубика и 150 коњских снага. Рели верзија је имала мотор са турбо погоном од 1800 кубика и 16 вентила, такозвани ВАЗ 2105 Т-16 са 240 коњских снага.

## Нива
Ипак, своју славу у Европи Лада је стекла моделом ВАЗ 2121, који је и у Србији познатији као „нива“ (назив „нива“ на руском значи „поље"). Први теренац ове фабрике приказан је 1976. године и одликовале су га оригинална техничка решења за то време, као што су стални 4x4 погон (стални погон на сва четири точка), који су у то време имали само Ренџ Ровер и још покоји модел и конструкција шасије без оквира (као што су имала већина возила предвиђена за пут). Нива се, због своје запремине мотора и облика и конструкције шасије може дефинисати као један од првих СУВ (SUV, Sport Utility Vehicle) модела, али са карактеристикама и могућностима правог теренца (5+5 мењач, диференцијал са блокирањем задњих точкова). Нива је својим особинама освојила поштовање многих у светској аутомобилској сцени, захваљујући својим теренским способностима. Није направљена да буде удобна, луксузна и лепа већ да буде функционална и издржљива. Све на и у “ниви” је осмишљено и направљено како би се повећала робусност и трајност у раду. Највеће мане су лоша вентилација и релативно висока потрошња горива. Популарна је у многим земљама, због ниске цене и добрих способности вожње изван асфалтираних саобраћајница. Поготово је популарна у Русији, бившим земљама СССР-а, у Канади, Аустралији, Бразилу и Европи. У Сједињеним Америчким Државама свега три примерка су у употреби. Производи се у Тољатију у Русији, у Монтевидеу у Уругвају, у Боготи у Колумбији, у Уст-Каменогорску у Казахстану, Qуитоу у Еквадору. Производња аутомобила почела је 1977. Био је то модел с 3-врата и с БА мотором од 1,6 л (57 kW/77 КС). Године 1993, попримила је модернији изглед, као и нови мотор с капацитетом од 1,7 литара горива и 59 kW/80 КС, заменивши претходно кориштени мотор с капацитетом од 1,6 литара. Први пројекат Ниве је завршен 1971-1972. године када су направљена два прототипа са платненим кровом (слично војним возилима), опремљени Фијатовим мотором од 1300 кубика. Након неког времена, нова и модернија каросерија је направљена и одабран је мотор од 1600 кубика. Током лета 1973. године, обављене су тест вожње у Узбекистану, уз помоћ УАЗ-ових инжењера. Вођа пројекта Нива био је Владимир Сергејевич Соловев, док је главни инжењер био Валериј Павлович Семушкин. Од модела Нива, врло су интересантне војне изведбе овог возила, као што је амфибијска војна верзија ВАЗ 2122, позната као „река“, која је имала ојачану конструкцију и, помало чудно, мотор од 1300 кубика који је био дериват мотора из модела 2101 (60 коњских снага, 115 km/h), уместо оригиналног мотора од 1600 кубика и 76 коњских снага. Модел је могао да зарони у воду брзином од 9 km/h. Прототипови, креирани крајем 1970их све до 1988. године у више различитих конструкција, прошли су са успехом војне тестове, али совјетска Црвена армија, као главни купац ових модела је већ увелико била у кризи, па модел „Река“ никада није ушао у производњу. Нива је даље еволуирала, са кабриолет верзијом која је направљена прво за европско тржиште. 1993. године, Нива је доживела промене, као што је повећање запремине мотора на 1700 кубика, мотор је опремљен системом за убризгавање горива у једној тачки (single-point injection), контролна табла је промењена, такође и су промењена задња врата и задња светлосна група. 1994. године, конструисана је верзија са дужим међуосовинским растојањем, под ознаком ВАЗ 2131. Овај модел је у понуди и са мотором од 2000 кубика и 100 коњских снага. Године 1995, појавио се модел с 5 врата и дугим међуосовинским размаком (ВАЗ 2131) с 1,8 мотором (60 kW/82 КС), те модел с мотором од 1,7 л и с инсталираним електроничким убризгавањем горива од Генерал Моторса (ВАЗ 21214). Године 1998, појавили су се пик-aп модели. Године 2002, представљена је нова генерација, али се наставила и производња постојећих модела. Током 1980их година, Нива је имала више запажених успеха у међународним такмичењима. Француски увозник, Лада-Пох, припремио је снажну верзију под именом „Нива Прото“ за тешки Париз-Дакар рели. Иако је аутомобил био поприлично другачији од стандардне верзије, са шестоцилиндричним Поршеовим мотором који је био смештен позади, био је више пута близу победе. Тим Бријавојн/Делер (Briavoine/Deliaire) је 1981. године прошао трећи кроз циљ (прво место је изгубљено због поквареног хладњака), 1982. и 1983. године освојено је друго место, а тим Лартиг/Жиро (Lartigue/Giroux) је 1986. године освојио четврто место. Још више, током година, више Нива у приватној режији су заузимале доста добра места на овом такмичењу, скоро све опремљене стандардним мотором.

## Лада 2105/2107
И ако су оба модела настала давне 1981. године, још увек се производе у готово неизмењемном изгледу (изузев ентеријера) и даље су јако популарана у Русији.

## Самара
1984. године, лада је представила свој нови модел „самара“, први модел ове фабрике са погоном на предње точкове. За производњу овог аутомобила, представљене су аутоматизоване линије за склапање аутомобила. Мотори (1100, 1300, 1500, 1600 кубика) имају нови систем дистрибуције снаге преко гумених каишева, уместо класичних ланаца; карбураторски систем и мењачки систем је развијен у сарадњи са Поршеом. Развијене су хечбек верзије са троје и петоро врата, а последња верзија креирана је била седан верзија са четворо врата. Касније, седан верзија је прва рестилизована да би се такође и остали модели са троје и петоро врата до 2002. године у потпуности рестилизовани. Самара је у Србији била изузетно популаран модел и врло се често продавала. Једна од врло снажних верзија је била самара Т3, која је освојила Фараон Рели у Африци. Али ова верзија није имала толико Ладиних делова; била је погоњена Поршеовим шестоцилиндричним мотором од 3600 кубика са 300 коњских снага. Каросерија је била израђена од пластичних панела нашрафљених на цевасти оквир; огибљење је конструисао Тупољев, позната руска фирма у аеронаутичкој индустрији. Самара Т3 је такође била трећа на Париз-Дакар релију 1990. године, коју је возио возач Формуле 1, Џеки Икс (Jacky Ickx), а 1991. такође на овом релију Дидије Оријол (Didier Auriol) је освојио пето место. 1990. године на Туниском релију, освојила је друго, треће и четврто место са возачима Патриком Тамбејом (Patrick Tambay), Џекијем Иксом и русом Тумапијавичус.1987. године, Лада је лансирала нови модел, ВАЗ 1111 „Ока“, мали градски аутомобил. Овај модел, конструисан у сарадњи са Фијатом, је развијан у производњи са још једном фабриком КамАЗ. Ока има изглед сличан Фијатовом Ћинквићенту (Cinquecento), али има у потпуности другачији мотор, увек двоцилиндричан (од 650 и 750 кубика), који је у ствари самарин мотор конструкцијски „пресечен“ на пола. Новији мотори, троцилиндрични, били су такође конструкцијски наслеђени од самаре (820 кубика, 40 коњских снага). Ока никада није достигла успех осталих Ладиних модела, иако је циљала својом ниском ценом ниже друштвене слојеве. Ипак, ти људи су за сличне новце могли да имају Жигули, тј. Ладу 2107.1990-91. године, фабрика у Тољатију је лансирала прототип под именом „катран 1.6и“, купе двосед. Креиран је модел у природној величини, који је тестиран у аеродинамичном тунелу како би се отклониле недостаци. Ипак, овај модел никада није у потпуности реализован, иако је био основа за нови модел, Лада 110.

## Лада 110,111 и 112
Лада 110 први модел произведен након распада Совјетског Савеза. Тек 1995. године, друга генерација Лада аутомобила са погоном на предње точкове је представљена: ВАЗ 2110, тј. Лада 110 или такозвана „десетка“ на српском тржишту. Аутомобил је има много модернији изглед од Самаре, али поприлично неинвентиван, односно сличан аутомобилима који су већ у то време били застарели. Мотори са 16 вентила су представљени, деривати четвороцилиндричних самариних мотора од 1500 кубика. Коначно, производња је почела 1998. године, само са моторима са 8 вентила, док су мотори са 16 вентила почели да се уграђују тек 2000. године. Задње огибљење било је у потпуности ново, са независним двоструким „рукама“. Али, одлагање производње је било превелико, пошто је прва верзија почела давне 1990. године. нажалост, поузданост ранијих верзија овог модела је била изузетно велика мана, нарочито модела са 16 вентила, али су новији модели доста унапређени. Од основног модела ВАЗ 2110, реализовани су модели ВАЗ 2111 (караван верзија) и ВАЗ 2112 (хечбек модел, наследник самаре са петоро врата). Такође, реализована је и продужена верзија са дужим међуосовинским растојањем, под именом Лада „конзул“. Касније је реализована и седан-купе варијанта са троје врата, да би се напослетку реализовао и хечбек модел са троје врата, наследник Самаре са троје врата. У Србији Лада 110 је била оптимално решење код људи који су тражили робусност, издржљивост за не баш толико велику цену. Ипак, све већи захтеви за смањењем загађења средине, довели су до тога да су од мотора са Евро 2 стандардом, Ладе 110 имају мотор са Евро 3 мотором. Редизајнирана Лада 112ка производи се и даље са мотором ЕВРО 3 од 1600 кубика у купе варијанти, док се модели 110 седан и 111 караван не налазе више у производном програму.

## Шевролет нива
На наследника Ладе ниве чекало се скоро 15 година. Прототипови наследника креирани су између 1997. и 2001. године. Изглед је много пријатнији, иако се испод хаубе још увек налазе мотори из претходне генерације од 1700 кубика. 2002. године, нови модел ниве је ушао у производњу реализован у сарадњи АвтоВАЗ-а и Џенерал моторса, да би се на неким тржиштима брендирао као Шевролет нива. Ипак, овај модел је био изузетно редак на нашем тржишту и скоро да се није могао видети на улицама. После извесног времена пројекат са Шевролетом је пропао па је тако Аутоваз наставио да самостално производи ниву, у варијантама са троја и петеро врата, са мотором о 1700 кубика.

## Надежда
На бази ниве, развијен је комби ВАЗ 2120 „надежда“, са погоном на сва четири точка и обостраним клизним вратима у задњем делу. Модел је био у производњи од 1998. до 2006. године и неколико пута је рестилизован. Био је доступан у више верзија: као путнички са седам седишта, као такси са пет седишта и великим товарним простором, као мобилна радионица, као мобилна канцеларија или као доставно возило.

## Калина
Модел, „калина“, први пут је приказан на салону аутомобила у Москви 1999. године. Аутомобил имао исти мотор као и Лада 110 (1500 кубика, 8 вентила 71 коњска снага или 16 вентила 90 кс), али је производња опет каснила. Реализоване су верзије хечбек са 3 и 5 врата, као и седан верзија. Напослетку, 2001. године коначно је лансирана Калина, са промењеним предњим и задњим делом. Лада калина се прави у три верзије седан, хечбек и караван а покрећу их Евро 3 мотори од по 1400 и 1600 кубика.

## Лада приора
Овај последњи модел „Аутоваза“ носи ознаку 2170, а покреће га 1,6 литарски бензинац са 99 коњских снага. У основној опреми има фронталне ваздушне јастуке, серво управљач, алуминијумске точкове, ел. подизаче стакала и централно закључавање, клима-уређај и АБС.

## Производни програм

### Лада приора 1,6 (ЕВРО 3)
- Лада приора седан
- Лада приора хечбек
- Лада приора караван

### Лада калина 1,6 и 1,4 (ЕВРО 3)
- Лада калина караван
- Лада калина седан
- Лада калина хечбек
- Лада калина спорт

### Лада самара 1,6 (ЕВРО 3)
- Лада самара хечбек 3-врата.
- Лада самара хечбек 5-врата.
- Лада самара седан

### Лада 2105/07 1,6 (ЕВРО 3)
- Лада 2105 1,6 (ЕВРО 3)
- Лада 2107 1,6 (ЕВРО 3)

### Лада нива 4x4 1,7 (ЕВРО 3)
- Лада 4x4 3-врата.
- Лада 4x4 5-врата.

## План техничког побољшања
У ближој будућности Аутоваз ће производити 13 модела и модификација од 6 постојећих 
- 2105 и 2107
- Самара 2 у верзијама 2115/2114/2113
- Лада 2112/2111
- Лада калина 1119/1118/1117
- Лада приора 2170/2172
- Лада нива 4X4 (21214)

## Модификације
- Лада калина (1,6 и 1,4 спорт са ЕВРО 4 МОТОРОМ)
- Лада приора (на метан)
- Лада 2116 (у сарадњи са партнером Реноом, модел ц класе на платформи Реноа)
- Сарадња са фабриком RICARDO (уговор потписан децембра 2008) на моделу 21176
- Концептуални модел Лада Ц крос
- Спортски аутомобил калина супер 1600, концептуални модели калине (TMS)4X4 турбо и Лада